# Plan opérationnel
Pour les articles homonymes, voir Planification.
Le plan opérationnel est en matière de gestion d'entreprise, un outil qui permet d’articuler le court et le moyen terme.

## Principe
Le diagnostic à court terme permet d’identifier les problèmes à résoudre dans les domaines de la formation, de l’adaptation des programmes d’enseignements au contexte et les prestations commerciales. Il passe nécessairement par la définition des axes de travail pour résoudre ces problèmes. De ce fait cela se fait par rapport à la réflexion stratégique et débouche sur des programmes pluriannuels d’actions qui peuvent être considérés comme un portefeuille de projets.

## Élaboration
L’élaboration du plan opérationnel doit précéder celle du budget. En pratique, beaucoup d’entreprises le font lors du 2e trimestre de l’année pour le processus de planification opérationnelle. Ainsi chaque année elles déplacent l’horizon du plan antérieur en le rallongeant d’une année : ce qui aboutit à une planification glissante.
La procédure de planification peut être décomposée en deux phases permettant de définir d’une part le plan stratégique et d’autre part le plan opérationnel qui est traduit en budget. Par conséquent, les objectifs du plan stratégique devraient être SMART ; c'est-à-dire Simples, Mesurables, Atteignables, Réalistes et Temporellement définis. Le plan stratégique dans une optique de performance continue de l’organisation doit être évalué périodiquement par exemple annuellement périodiquement, c'est-à-dire à mi-parcours (trimestriellement ou annuellement)  ou à terme.